# КК Фени Индустри
КК Фени Индустри (мкд. KK Feni Industries) је македонски кошаркашки клуб из Кавадараца. У сезони 2013/14. такмичи се у Првој лиги Македоније.

## Историја
Клуб је основан 1970. године и из спонзорских разлога променио је неколико назива, а најдуже је био познат као КК Тиквеш. Садашње име носи од 2005. године. Од домаћих титула има освојена три првенства (2008, 2010. и 2011) и два купа (2008. и 2010).
До јединог међународног трофеја дошао је сезоне 2010/11. у регионалној Балканској лиги.

## Успеси

### Национални
- Првенство Македоније:
  - Првак (3): 2008, 2010, 2011.
  - Вицепрвак (2): 2009, 2012.
- Куп Македоније:
  - Победник (2): 2008, 2010.
  - Финалиста (3): 1997, 1998, 2012.

### Међународни
- Балканска лига:
  - Победник (1): 2011.

## Познатији играчи
- Дарко Балабан
- Тодор Гечевски
- Бранислав Ђекић
- Андреј Магдевски
- Војдан Стојановски